# Pocutia
Pocutia, Pokuttya o Pokutia (del ucraniano: Поку́ття ‘Pokuttya’) es una región histórico-etnográfica de Europa centro-oriental al sudoeste de Ucrania, al este del óblast de Ivano-Frankivsk, atravesada por los ríos Prut y Cheremosh. Si bien su capital es la ciudad de Kolomýia, el nombre proviene de la localidad de Kuty.

## Historia
Inicialmente el territorio era parte de la Rus de Kiev y de uno sus estados sucesores, Galitzia-Volinia. Posteriormente fue ocupado por el Reino de Polonia en 1325 y anexada en 1349 por Casimiro III de Polonia. En 1359, en razón de la alianza polaco-moldava contra los tártaros, el territorio es cedido a los hospodar de Moldavia, pero continúa siendo un territorio vasallo de Polonia. En 1498 es anexada a Moldavia en su totalidad por Esteban III de Moldavia. Pocutia es recuperada por el hetmán de Polonia, Jan Tarnowski, en la batalla de Obertin de 1531. Tras las Particiones de Polonia en 1772, es anexada a la Monarquía de los Habsburgo, a través del reino de Galitzia y Lodomeria.

## Galería

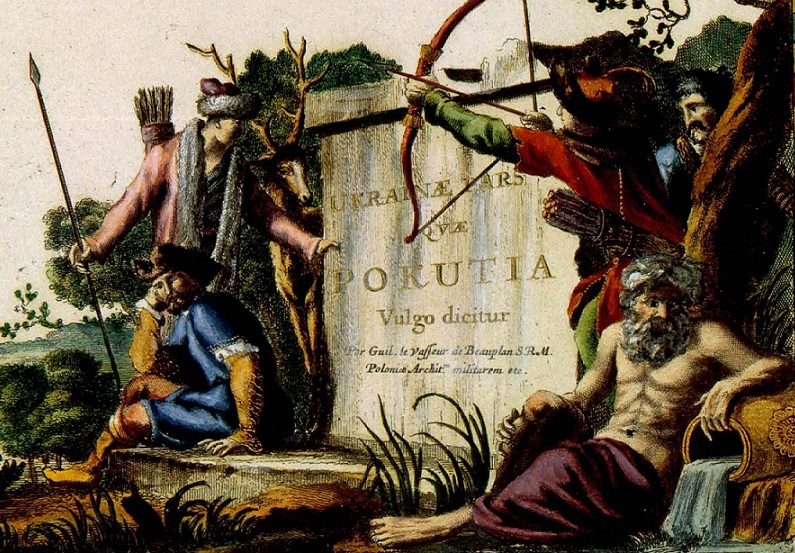
Alegoría de Pokuttya
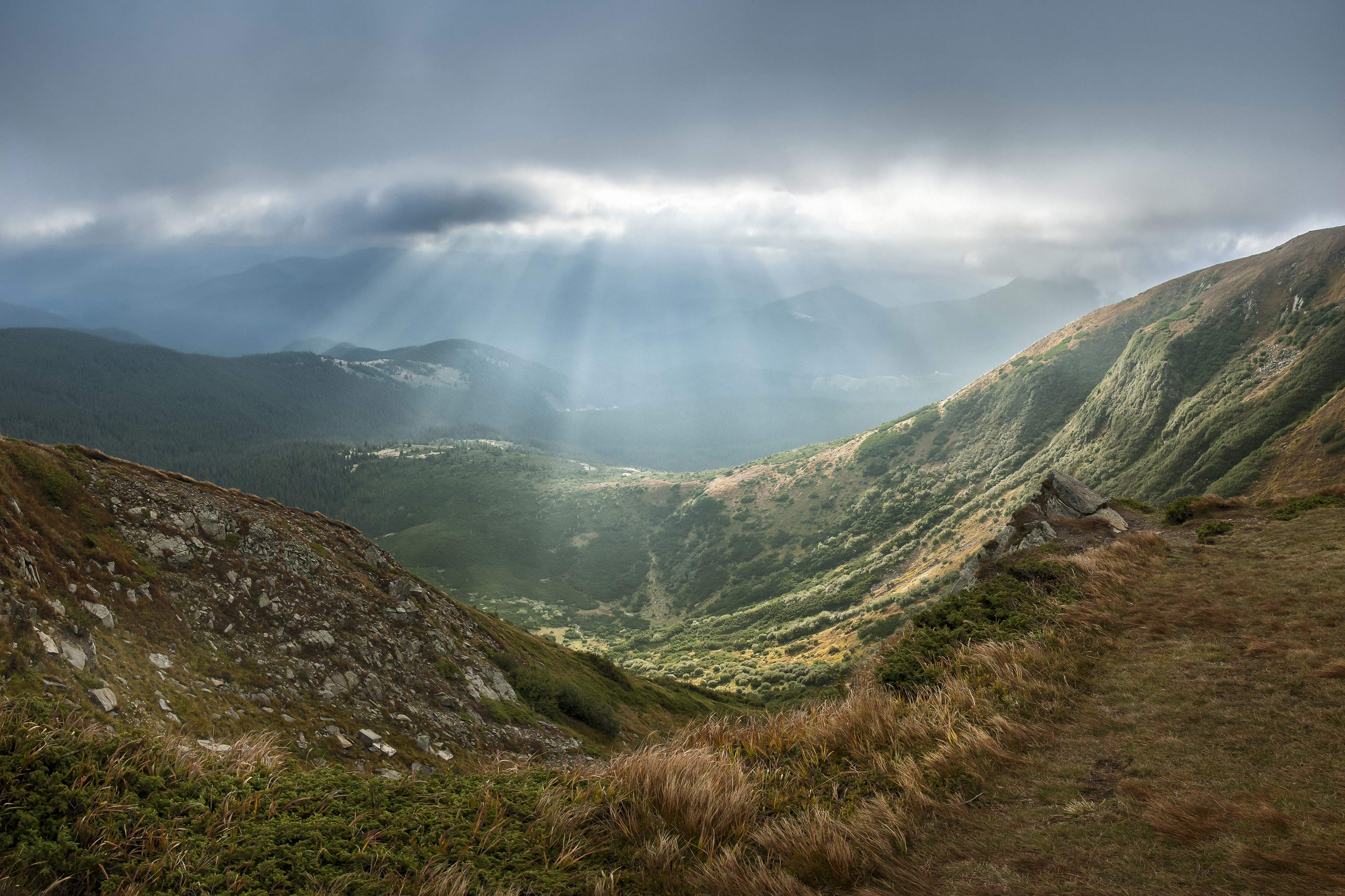
Hoverla
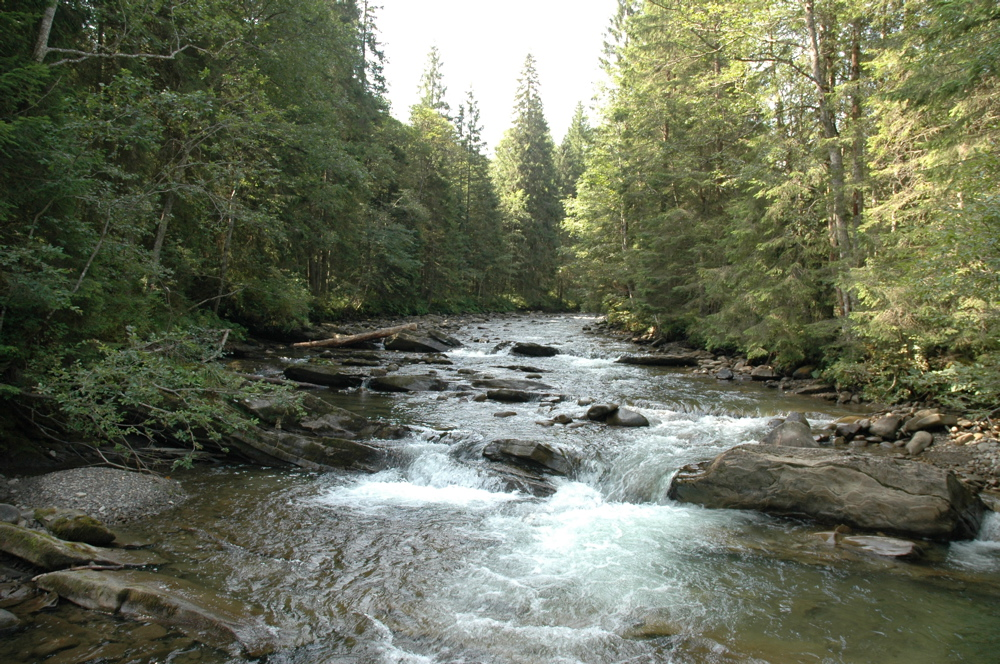
Prut próximo al Hoverla